# Schwerin (Castrop-Rauxel)
Schwerin ist ein Stadtteil von Castrop-Rauxel im Kreis Recklinghausen in Nordrhein-Westfalen.

## Geschichte
Ursprünglich trug der Ort Schwerin den Namen Westhofen, eine in Westfalen übliche Bezeichnung für einen Ort, der westlich eines größeren Ortes lag. Er gehörte zur Gemeinde Rauxel und grenzte im Westen an das alte Castrop sowie im Osten an die Bauerschaft Frohlinde.
1878 wurde in Westhofen die Zeche Graf Schwerin errichtet. Durch die Errichtung von Koloniehäusern für die Bergleute wuchs Westhofen zu einem kleinen Ort mit Marktplatz, Geschäften und Gaststätten heran. 1936 wurde der Ort offiziell in Schwerin umbenannt.
Nach dem Zweiten Weltkrieg siedelten sehr viele Schlesier aus dem Gebiet des ehemaligen Landkreises Neurode in Castrop-Rauxel an. Durch ein sehr aktives Festhalten an den alten Traditionen ihrer Heimat war Castrop-Rauxel in den 1950er und 1960er Jahren eine Art Zentrum der Heimatvertriebenen aus Neurode, was die Stadt zum Anlass nahm, dem neu gestalteten Marktplatz in Schwerin den Namen Neuroder Platz zu geben.
Die Zeche Graf Schwerin wurde 1967 stillgelegt, die Kokerei der Zeche erst 1975.

## Erwähnenswertes
Für Bezüge zum Ort wird statt dem Ausdruck in Schwerin in der Regel auf Schwerin verwendet. Diese Form des Ruhrdeutschen leitet sich von der Tatsache ab, dass die Bergleute auf der Zeche Schwerin arbeiteten und so auch auf Schwerin wohnten. Vermutlich steht der Ausdruck auch mit der, im Gegensatz zu dem restlichen Castroper Stadtgebiet, erhöhten Lage zusammen. Aus fast allen Richtungen geht es in Richtung des Stadtteils bergan. Die Halde Schwerin ist mit 151 m über NN die höchste Erhebung in Castrop-Rauxel und überragt die mit gut 135 m höchsten natürlichen Erhebungen der Castroper Höhen.